# Doopsgezinde kerk (Balk)
De Doopsgezinde kerk is een kerkgebouw in Balk in de Nederlandse provincie Friesland.

## Geschiedenis
Over de Doopsgezinden in Balk schrijft Van der Aa in zijn Aardrijkskundig Woordenboek der Nederlanden: "Ook de Doopsgez., van welke gezindte men er 100 zielen telt, hebben hier eene kerk en gem., die niet tot de Algemeene Doopsgezinde Societeit behoort, maar waarin door vier Broeders Vermaners dienst gedaan wordt. Dit is nog de eenige gemeente der Oude Vlamingen in Friesland, die zich nog bestendig door eenvoudigheid van godsdienstoefening en kleeding, alsmede door ingetogenheid van zeden en levenswijze, onderscheidt."

## Kerkgebouw
Het kerkgebouw uit 1863 is een driezijdig gesloten zaalkerk met rondboogvensters. Het gebouw is een gemeentelijk monument. Het orgel uit 1908 is gemaakt door Bakker & Timmenga.
De kerk is in 2016 gerestaureerd. Stichting Podium Gorter organiseert kleinschalige voorstellingen tijdens de winterperiodes.